# Phyllanthus cedrelifolius
Phyllanthus cedrelifolius är en emblikaväxtart som beskrevs av Bernard Verdcourt. Phyllanthus cedrelifolius ingår i släktet Phyllanthus och familjen emblikaväxter. Inga underarter finns listade i Catalogue of Life.